# Kurgjärv
Kurgjärv är en sjö i Estland.   Den ligger i landskapet Võrumaa, i den södra delen av landet, 230 km sydost om huvudstaden Tallinn. Kurgjärv ligger 237 meter över havet. I omgivningarna runt Kurgjärv växer i huvudsak blandskog.